# St. Ursula (Lusan)

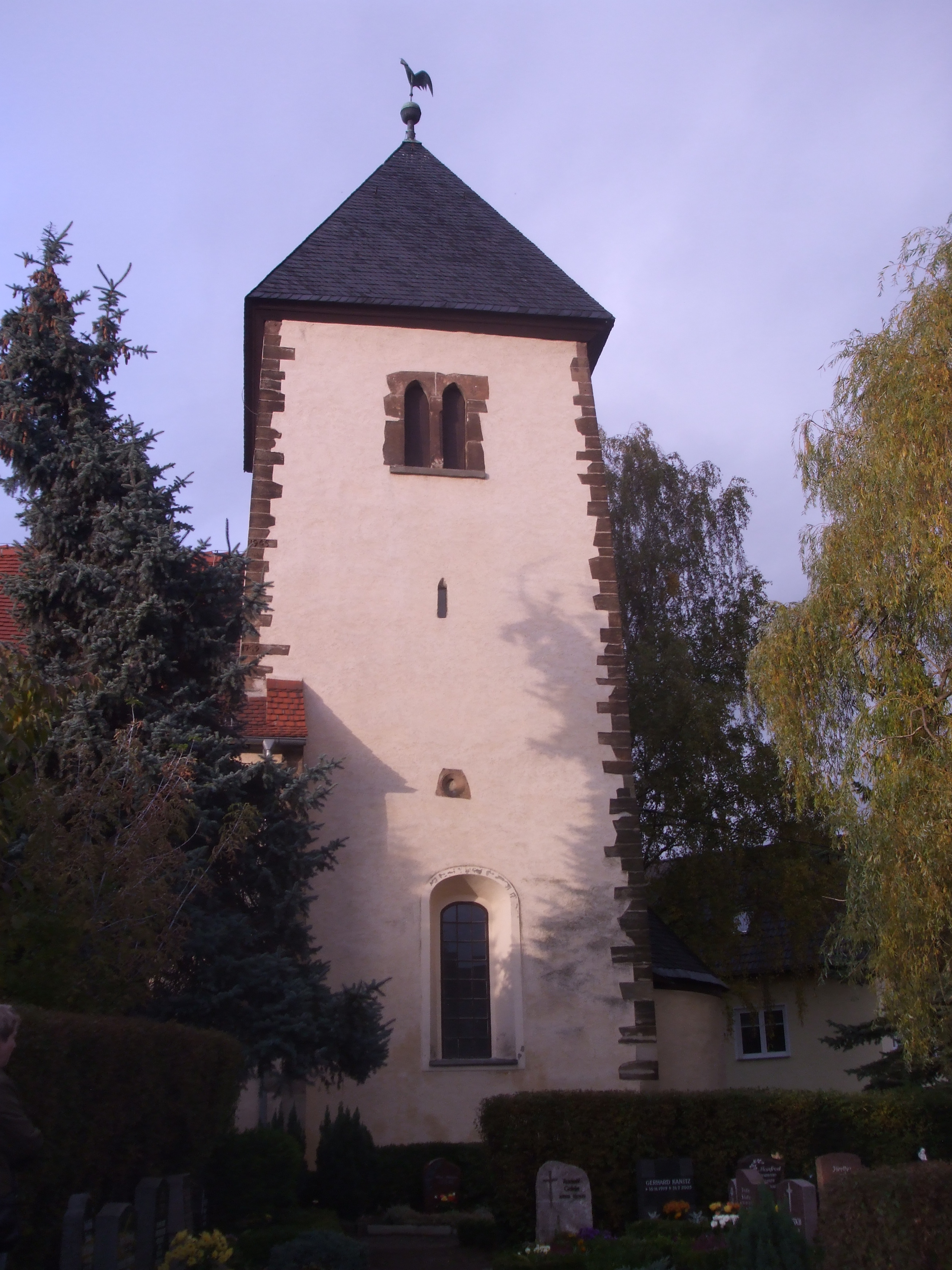
St. Ursula

Die evangelisch-lutherische Pfarrkirche St. Ursula steht in Lusan, dem einwohnerreichsten Stadtteil der Stadt Gera in Thüringen. Die Kirchengemeinde Gera-Lusan gehört zum Pfarrbereich Gera-Lusan im Kirchenkreis Gera der Evangelischen Kirche in Mitteldeutschland.

## Beschreibung
Die Kirche St. Ursula zählt zu den ältesten Bauwerken im heutigen Stadtgebiet Lusan. Spätromanische Bauelemente findet man im Erdgeschoss des Kirchturms. Der Chor und die sich anschließende Apsis deuteten auf eine Bauzeit um 1200. Einige Umbau und Erweiterungsbauten erfolgten in den Jahren 1767, 1933 und 1934. Sie besitzt, neben zwei Glocken aus den Jahren 1919 und 1958, mit der im Jahr 1473 gegossenen Glocke die älteste Kirchenglocke im Stadtgebiet.
St. Ursula ist im Kern eine guterhaltene Dorfkirche mit annähernd quadratischem, sich nach oben verjüngenden Chorturm und halbkreisförmiger Apsis mit Apsiskalotte. Sie wurde als kurze Saalkirche errichtet. Mehrere Umbauten sind durch Befund und Inschriften an der Südwestecke des Turms gesichert. 1333 wurde die Sakristei an der Nordseite des Chores angebaut. 1965/66 war die letzte Renovierung. Dabei wurde das Innere neu gestaltet. An der Nord-, der Ost- und der Südseite hat der mit einem Pyramidendach bedeckte Turm Biforien mit Spitzbögen und Kleeblattbögen. Unter der Dachtraufe des Langhauses sind kleine Lanzettfenster aus dem 13. Jahrhundert. Darunter befinden sich neuzeitliche Rundbogenfenster. Das flachgedeckte Langhaus hat dreiseitige Emporen aus dem 18. Jahrhundert.
Über dem Chorbogen sind figurative, flache Bandstahlgebilde des Geraer Künstlers Herbert Enke, die er um 1965/66 geschaffen hat.
Die Orgel mit 6 Registern, verteilt auf ein Manual und ein Pedal, wurde 1886 von Richard Kreutzbach gebaut.